# Novi Velia
Novi Velia är en ort och kommun i provinsen Salerno i regionen Kampanien i Italien. Kommunen hade 2 292 invånare (2017).